# Astronidium saccatum
Astronidium saccatum es una especie de planta de flores perteneciente a la familia  Melastomataceae. Es endémica de la Polinesia Francesa en Raiatea.  